# Udiča
Udiča es un municipio del distrito de Považská Bystrica en la región de Trenčín, Eslovaquia, con una población estimada a final del año 2024 de 2249 habitantes.
Se encuentra ubicado al norte de la región, cerca del río Váh (cuenca hidrográfica del Danubio) y de la frontera con República Checa y con la región de Žilina.

## Demografía
| Año        | 1994 | 2004    | 2014    | 2024    |
| ---------- | ---- | ------- | ------- | ------- |
| Población  | 2203 | 2234    | 2193    | 2249    |
| Diferencia |      | +1,40 % | −1,83 % | +2,55 % |

| Año        | 2023 | 2024    |
| ---------- | ---- | ------- |
| Población  | 2228 | 2249    |
| Diferencia |      | +0,94 % |